# Yuko (judo)
Pour les articles homonymes, voir Yuko.

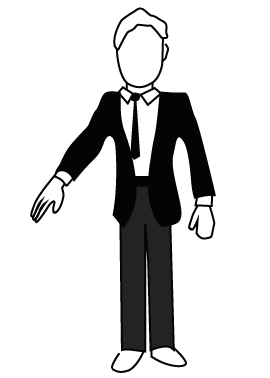
Geste d'arbitrage indiquant yuko: l'arbitre annonce un yuko en « levant un bras, paume en dessous, à côté de son corps à un angle de 45° du corps ».

Yuko est un des deux plus petits avantages que peut obtenir un judoka en compétition. Il disparaît des règles du judo moderne durant la saison 2017-2018. Le yuko était signalé par un bras tendu vers le bas et valait 5 points.

## Arbitrage
Jusqu'à sa disparition, le yuko est attribué si une projection réunit deux des quatre critères de marquage de ippon (vitesse, force, contrôle, projection sur le dos). En pratique, si l'adversaire tombe sur le côté ou sur une fesse, l’arbitre peut compter un yuko ou un waza-ari selon l’appréciation des juges. Il peut aussi être attribué en cas de faute sérieuse (chui) ou par immobilisation si: 
- (avant 2008) l'immobilisation dure entre 15 et 20 secondes,
- (de 2008 à 2017) l'immobilisation dure entre 10 et 15 secondes.

Un arbitre annonce un yuko en « levant un bras, paume en dessous, à côté de son corps à un angle de 45° du corps ». On ne peut gagner un combat par yuko avant la fin du temps imparti, quel que soit le nombre de points marqués. 
Après sa suppression, son rôle est fusionné avec celui de waza-ari, marqué pour toute immobilisation de 10 à moins de 20 secondes.

## Évolution des règles
Jusqu'en 2008, le koka est le plus petit avantage obtenable en compétition et vaut trois points. Lors de sa suppression en 2008, le yuko devient le plus petit avantage existant (5 points).
En 2010, les règles du judo se renforcent et sanctionnent désormais les attaques aux jambes avec les mains. Marquer trois shidos (petite pénalité pour faute) équivaut désormais à un Yuko. 
En 2017, le Yuko disparaît à son tour du règlement français et international. L'ambiguïté existante sur la valeur des chutes sur le côté est résolue : toutes deviennent des waza-ari. Les points les plus élevés demeurant : le ippon (10 points) et le waza-ari (7 points).